# Różanna (Grande-Pologne)
Pour les articles homonymes, voir Różanna.
Różanna (prononciation : [ruˈʐanna]) est un village polonais de la gmina d'Orchowo dans le powiat de Słupca de la voïvodie de Grande-Pologne dans le centre-ouest de la Pologne.
Il se situe à environ 4 kilomètres au nord d'Orchowo (siège de la gmina), à 30 kilomètres au nord-est de Słupca (siège du powiat) et à 74 kilomètres à l'est de Poznań (capitale régionale).
Le village possédait une population de 428 habitants en 2012.

## Histoire
De 1975 à 1998, le village faisait partie du territoire de la voïvodie de Konin.

Depuis 1999, Różanna est situé dans la voïvodie de Grande-Pologne.